# Aksjeselskap
Aksjeselskap é o termo norueguês para uma empresa baseada em ações. Geralmente é abreviado como AS, historicamente escrito como A/S. Uma AS é sempre uma empresa limitada, ou seja, os proprietários não podem ser responsabilizados por nenhuma dívida além do capital social. As empresas públicas são chamadas allmennaksjeselskap (ASA), enquanto as empresas sem responsabilidade limitada são chamadas de ansvarlig selskap (ANS).
Todas as empresas AS devem ter um capital social de pelo menos trinta mil coroas norueguesas. Além disso, devem ter um conselho de administração, dependendo do tamanho do faturamento, do total do balanço ou do número de funcionários, um auditor. Eles podem nomear um diretor administrativo (MD) ou um diretor executivo (CEO). Se a empresa tiver ativos superiores a três milhões de coroas norueguesas, o conselho deve ter pelo menos três membros e não pode ser presidido pelo MD/CEO. Praticamente todas as empresas norueguesas têm um ano fiscal de janeiro a dezembro, mas algumas subsidiárias estrangeiras podem ter um ano fiscal diferente, conforme permitido, para coincidir com a empresa-mãe.
O ASA se diferencia do aksjeselskap na medida em que possui regras que regulam sua propriedade. Não pode haver regras que limitem a propriedade da empresa a certos interesses, e uma ASA deve oferecer uma oferta pública para comprar ações, sejam novas ações ou de proprietários existentes, caso a empresa seja convertida de uma AS. As empresas norueguesas, tanto aquelas listadas na bolsa de valores quanto os bancos, devem ser ASAs (os bancos, no entanto, estão isentos de certas regulamentações, incluindo a regulamentação de propriedade). Uma ASA precisa ter um capital de um milhão de coroas norueguesas; um conselho com pelo menos 40% de seus membros de cada gênero, bem como um auditor.